# Suris
Suris is een plaats en voormalige gemeente in het Franse departement Charente (regio Nouvelle-Aquitaine) en telt 275 inwoners (2004). De plaats maakt deel uit van het arrondissement Confolens. Suris is op 1 januari 2019 gefuseerd met de gemeenten Genouillac, Mazières, La Péruse en Roumazières-Loubert tot de gemeente Terres-de-Haute-Charente.  

## Geografie
De oppervlakte van Suris bedraagt 11,0 km², de bevolkingsdichtheid is 25,0 inwoners per km².
De onderstaande kaart toont de ligging van Suris met de belangrijkste infrastructuur en aangrenzende gemeenten.

## Demografie
Onderstaande figuur toont het verloop van het inwonertal (bron: INSEE-tellingen).